# Argiope argentata
La araña tigre (Argiope argentata) es una especie de araña araneomorfa de la familia Araneidae.

## Clasificación y descripción de la especie
La coloración es muy característica, el prosoma es plateado, presenta ocho ojos simples dispuestos en forma semicircular; cuando se encuentra en la telaraña, mantiene unidos los pares de patas I-II de cada lado y los pares III-IV, asemejando tener solamente cuatro patas; el opistosoma es de color plateado en su parte dorsal; la parte posterior presenta cinco puntas a manera de espinas de color oscuro. Acostumbra colocarse en el centro de la telaraña que construye, en donde el tejido es diferente, con forma semicircular y más densa. Los hilos de la telaraña son bastante duros a diferencia del de otras especies.

## Distribución y hábitat
Esta especie se distribuye desde el sur de Estados Unidos hasta El Salvador,  Chile, Paraguay, Colombia, Ecuador, Perú, Bolivia, México, Honduras, Costa Rica, Uruguay, Argentina y muy raramente en Panamá, Brasil y Venezuela. Se puede encontrar en jardines y bosques generalmente en época de verano.

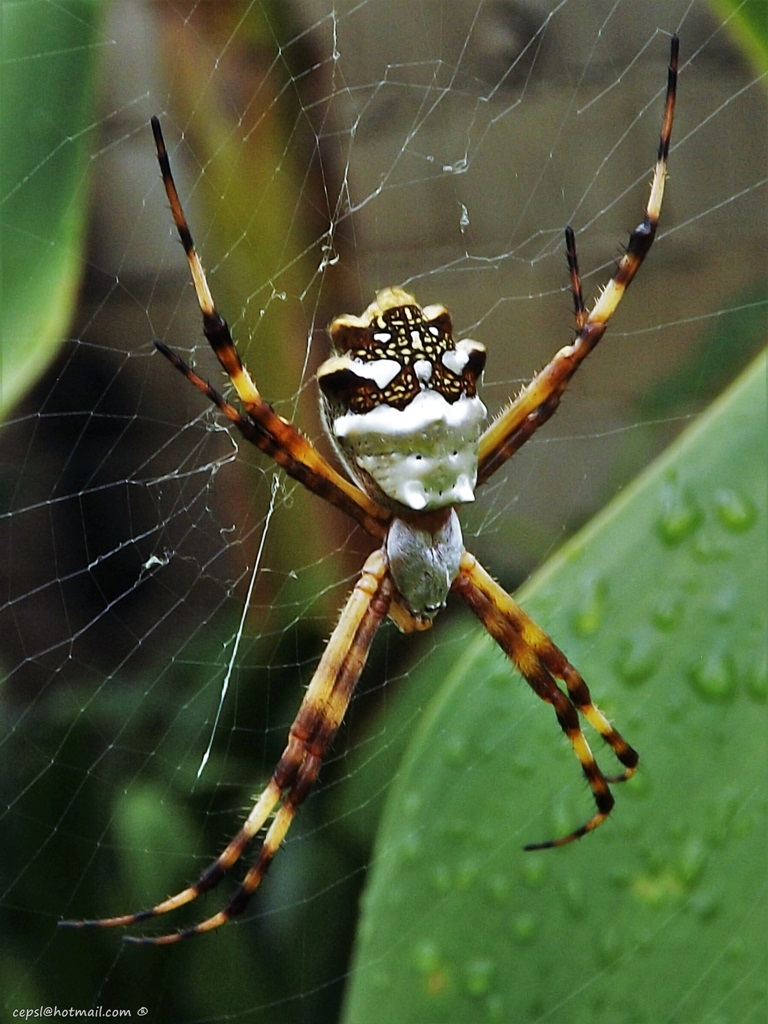
Araña tigre (Argiope argentata)

Es una especie considerada tropical, por lo que se le halla en lugares cálidos y húmedos, teje su telaraña en arbustos de tamaño medio, se la puede encontrar también en jardines.

## Importancia cultural y usos
Es considerada un buen agente biológico de control de plagas. Su veneno no tiene importancia médica toxicológica, por lo que no causa daños mayores en caso de mordedura.

## Estado de conservación
No se encuentra bajo ningún estatus de protección en las normas nacionales e internacionales.

## Nombres comunes

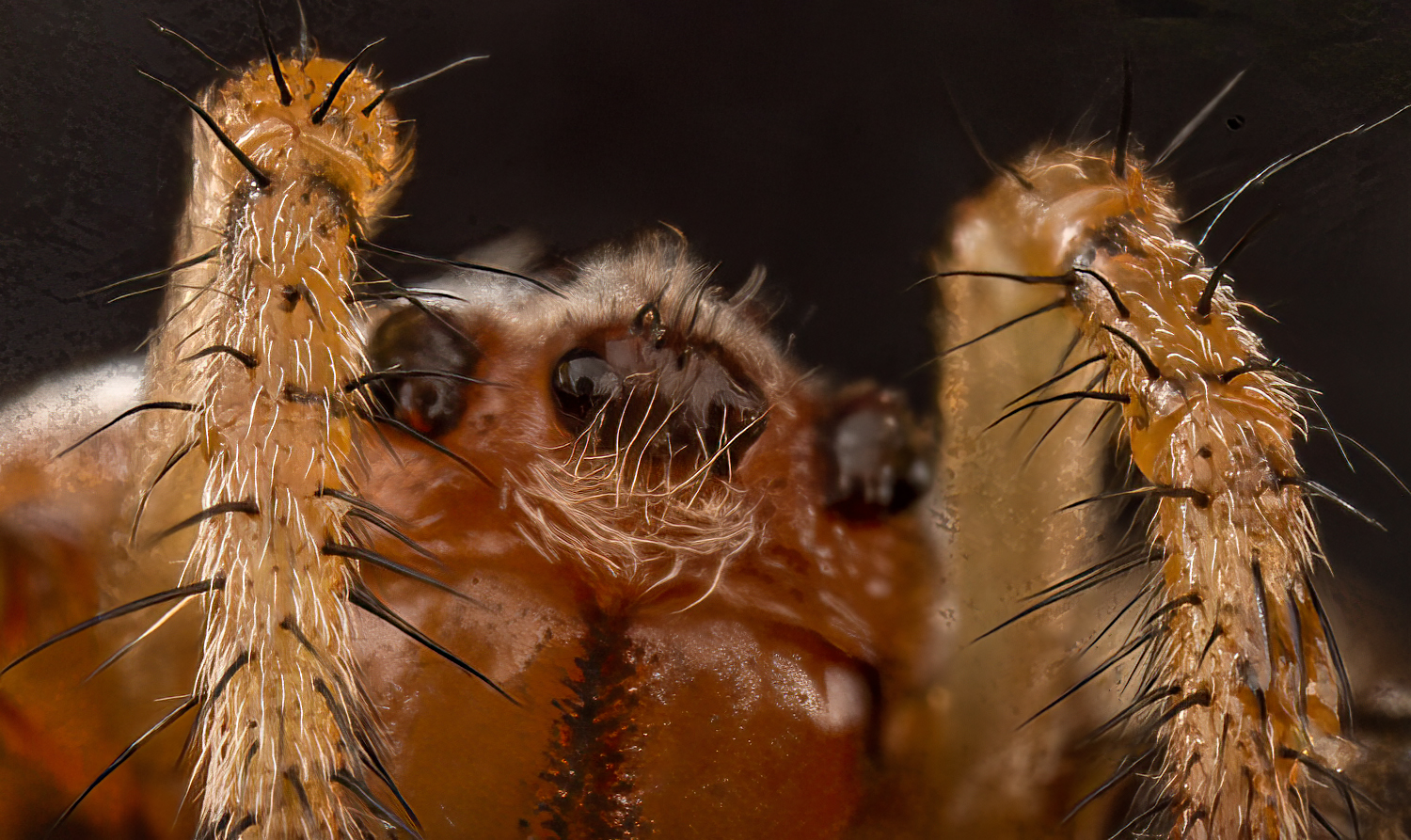
Araña Tigre

- Araña plateada, araña tigre